# Top Calcio 24
Top Calcio 24 è una rete televisiva all-news calcistica prodotta dal gruppo televisivo Mediapason
. Il canale tratta principalmente argomenti riguardanti Juventus, Milan, Inter e in misura secondaria, anche di Napoli, Lazio e Roma. Dopo essere tornata a veicolare i suoi contenuti solo in Lombardia e Piemonte, dal 2024 l'emittente diffonde i suoi contenuti serali sulla syndication 7 Gold, raggiungendo la maggior parte delle regioni italiane.

## Storia
Top Calcio 24 nasce in concomitanza dello switch over lombardo, a maggio 2010
, e in poco meno di un anno si afferma tra le più importanti TV regionali della Lombardia: con i suoi 500 000 contatti quotidiani si posiziona al terzo posto, dopo Telelombardia e Antennatre.
Come Telelombardia, Antennatre, Videogruppo, Top Planet e Milanow, l'emittente fa parte del gruppo Mediapason.
Più di 20 giornalisti lavorano sui contenuti del canale per fornire aggiornamenti in diretta attraverso notiziari, talk show e breaking news realizzati presso la sede di Milano, ubicata nel quartiere della Bovisa in via Colico 21.
Negli anni l'editore Sandro Parenzo prende accordi con altri editori per ampliare il bacino di copertura dell'emittente. Il primo ampliamento del segnale si ottiene a partire dal 24 dicembre 2013, giorno in cui Top Calcio 24 viene trasmesso in simulcast ogni giorno dalle 2:00 alle ore 19:00 su Winga TV (canale 63 del digitale terrestre). Questo accordo dura fino al 17 aprile 2016.
Dal 14 marzo 2016 la rete sbarca anche sul canale 62 del digitale terrestre con una programmazione leggermente differente dal canale distribuito a livello locale. La pubblicità di Top Calcio, nella versione nazionale sulla LCN 62 nel multiplex Rete A2 e streaming mondiale su YouTube, si differenzia da quella di Top Calcio 24 distribuito nei mux regionali che coprono Lombardia, Piemonte Occidentale, Parma e provincia; al posto della pubblicità nazionale vanno in onda spot su attività commerciali lombarde.
Dal 1º aprile 2016 l'emittente è visibile 24 ore su 24 sul canale 62 del digitale terrestre in tutta Italia. Dal 15 novembre 2017 viene trasmessa anche una copia sul canale 152 denominata Mondo Calcio.
Dalle 8:00 del 1º dicembre 2017 il canale in versione nazionale trasloca dal numero 62, lasciandolo a Fight Network, tornando nuovamente a trasmettere, solo fino al 1º gennaio 2018, dalle 2:00 alle 19:00 su LeoVegas TV (LCN 63) e dalle 19:00 alle 2:00 anche su Mondo Calcio. Dal 22 dicembre 2017 trasmette 24 ore su 24 su Mondo Calcio.
Dal 2 febbraio 2018, la rete ha iniziato a trasmettere in alta definizione, in chiaro (FTA), via satellite Hotbird 13° Est. Dal 28 marzo 2018, è visibile alta definizione anche su Tivùsat alla posizione 57.
Dal 2020 non è più visibile sulla piattaforma Tivùsat, mentre il 9 gennaio 2022 cessano le trasmissioni sul digitale terrestre a livello nazionale sul canale 152, rimanendo disponibile sul digitale terrestre solo a livello locale in Lombardia e in Piemonte, oltre che in streaming.
In seguito alla riduzione delle frequenze dovuta alla liberazione della banda 700 MHz, da marzo 2022 Top Calcio 24 cambia frequenze televisive e numeri di memorizzazione sui ricevitori TV: LCN 12 in Lombardia, a Piacenza e provincia, e in buona parte del Piemonte orientale, LCN 75 in tutto il Piemonte. Inoltre, con la chiusura di Top Planet, Top Calcio 24 accoglie in palinsesto alcune produzioni dell'emittente bianconera, realizzate presso la sede di Torino, in onda dal lunedì al venerdì alle 13:45 e alle 18:00.
In seguito ad un accordo con gli editori del circuito nazionale 7 Gold, dal 1º gennaio 2024 le trasmissioni settimanali di prima e seconda serata (18:30-19:30, 20:30-1:00) e le dirette pomeridiane e serali del sabato e della domenica (14:00-17:30, 18:00-20:00, 20:30-1:00) di Top Calcio 24 approdano nel palinsesto di 7 Gold, estendendo il loro segnale che va ora a raggiungere gran parte del suolo italico. Oltre alle produzioni già esistenti, la nuova collaborazione porta sulle frequenze di Top Calcio 24 il noto marchio della sydication Diretta Stadio, programma da ora realizzato negli studi del gruppo Mediapason.

## Disponibilità e numerazione
In Lombardia il canale è sintonizzabile al numero 12 del digitale terrestre, mentre in Piemonte è visibile al numero 75.
È inoltre fruibile in streaming sul sito e sui canali ufficiali del gruppo, nonché sull’app dedicata.

## Programmi calcistici
- Qui studio a voi stadio (a causa della mancanza di diritti della Serie A per la telecronaca nazionale la versione originale viene trasmessa integralmente il sabato e la domenica solo su Telelombardia e Top Calcio 24 nei multiplex regionali Antennatre e Videogruppo Piemonte, mentre durante la maggior parte delle partite di Juventus, Milan e Inter in streaming sul canale YouTube di Top Calcio 24 va in onda una versione modificata dove i conduttori e gli opinionisti citano solo le fasi salienti della partita in corso parlando di altri fatti e ricevendo le telefonate dagli spettatori da casa, per poi collegarsi con la versione originale all'intervallo o al termine della partita seguita)
- QSVWeb
- Top Planet - Juve moment (prodotto a Torino dagli studi di Videogruppo Piemonte)
- Diretta Stadio (programma che segue in diretta il campionato di Serie A e tutte le principali competizioni calcistiche in onda dal 1999 su 7 Gold, dal 2024 viene trasmesso tutti i giorni anche su Top Calcio 24 e, in seguito ad un accordo con gli editori della syndication, ad oggi viene realizzato negli studi di Top Calcio 24 con conduttori ed opinionisti del gruppo Mediapason)
- Stadio news (su Telelombardia e Top Calcio 24 nei multiplex regionali Antennatre e Videogruppo Piemonte, il programma, che fino al 31 dicembre 2023 era intitolato QSVS TG, va in onda in diretta dal lunedì al venerdì dalle 13:45 alle 14:30; a causa della mancanza di diritti da maggio 2017 su Top Calcio nella versione nazionale e streaming mondiale su YouTube va in onda in differita dalle 14:45 alle 15:30)
- Azzurro Italia
- Lunedì di Rigore
- Top Calcio Show
- Qui Calcio
- AperiCalcio
- Riunione di Redazione
- Diretta Calcio
- Diretta Mercato
- Super-mercato
- Calcio Cafe
- Spazio Milan L'Emozione Rossonera
- Inter connection
- Tackle Duro Show
- Qui Napoli
- Cartellino Rosso
- Mimmo Pesce Show
- È sempre derby
- Storie di calcio
- Chiedilo a Schira
- Maracanà (Produzione TMW radio)
- Alta Quota (Produzione Oddschecker)
- Calcissimo (Produzione Mediacinque)

Dal 2024 parte della programmazione sportiva (tra cui Diretta Stadio) è prodotta in sinergia con il circuito nazionale 7Gold.

## Rubriche
- Motorpad Tv (magazine di motori a cadenza settimanale, in collaborazione con 7 Gold)
- Le frasi storiche
- Calciatori pazzi (clip tratte dagli account social dei calciatori/ex calciatori, dove mostrano la loro stravaganza nella vita di tutti i giorni)
- Emozioni di calcio (clip con le esultanze degli opinionisti a QSVS durante le partite di Juventus, Inter, Milan e Napoli)
- Sotto lo Stadio, storie di calcio e non...
- Le interviste storiche "Confessioni di calcio"

## Conduttori e opinionisti
- Fabio Ravezzani
- Claudio Garioni
- Bruno Longhi
- Gian Luca Rossi
- Cristiano Ruiu
- Mauro Suma
- Andrea Longoni
- Alessandro Longhi
- Maurizio Dall'O
- Alfio Musmarra
- Michael Cuomo
- Stefano Donati
- Federica Di Bartolomeo
- Mirko Palo
- Nathalie Goitom
- Livia Ronca
- Serena Battistini
- Giorgia Tavella
- Alessandro Vesce
- Davide Russo De Cerame
- Mimmo Pesce
- Giordano Mischi
- Giuliano Sala
- Giuliano Benaglio
- Luca Fausto Momblano
- Orfeo Zanforlin
- Paolo Aicardi
- Walter Iacaccia
- Alessandro Castiglioni
- Bettino Calcaterra
- Gianmarco Piacentini
- Giovanni Macrì
- Luigi Furini
- Lapo De Carlo
- Furio Fedele
- Joe Denti
- Luca Uccello
- Riccardo Guffanti
- Antonello Martinez
- Domenico Manfredi
- Fabrizio Della Giustina
- Leonardo Martinelli
- Stefano Fisico
- Vito Elia
- Giovanni Capuano
- Giulio Mola
- Fabrizio Biasin
- Franco Ordine
- Fabio Perfetti
- Carlo Pellegatti
- Paolo Pellegatti
- Pino Vaccaro
- Massimo Franchi
- Giorgio Ravaioli
- Alessandro Carra
- Alessandro Crivelli
- Jessica Tozzi
- Emiliano Nitti
- Leonardo Galati
- Gianni Sandrè
- Matteo Capraro
- Greta Rosa
- Antonio Sala
- Graziella Matarrese
- Maria Luisa Jacobelli
- Daniel Pisani
- Donato Inglese
- Luca Cavarretta
- Filippo Tramontana
- Claudio Zuliani
- Gianluca Vigliotti
- Dario Cardani
- Tiziano Crudeli
- Nicolò Schira
- Umberto Chiariello
- Pasquale Guarro
- Armando Areniello
- Nicola Gallo
- Maria Chiara Rossi
- Ilenia De Sena
- Massimo Zampini
- Walter Mocco
- Mario Ielpo
- Fulvio Collovati

## Ascolti
Share giorno medio mensile target 4+ di Top Calcio 24 (nazionale)
| Anno | Gen   | Feb   | Mar   | Apr   | Mag   | Giu   | Lug   | Ago   | Set   | Ott   | Nov   | Dic   | Media anno |
| ---- | ----- | ----- | ----- | ----- | ----- | ----- | ----- | ----- | ----- | ----- | ----- | ----- | ---------- |
| 2014 | N.R.  | N.R.  | N.R.  | 0,03% | 0,03% | 0,04% | 0,06% | 0,07% | 0,06% | 0,05% | 0,05% | 0,04% | 0,04%      |
| 2015 | 0,05% | 0,06% | 0,05% | 0,06% | 0,06% | 0,09% | 0,11% | 0,12% | 0,09% | 0,08% | 0,06% | 0,07% | 0,07%      |
| 2016 | 0,10% | 0,09% | 0,07% | 0,05% | 0,08% | 0,14% | 0,17% | 0,20% | 0,10% | 0,10% | 0,09% | 0,07% | 0,10%      |
| 2017 | 0,06% | 0,08% | 0,09% | 0,10% | 0,13% | 0,18% | 0,26% | 0,24% | 0,15% | 0,13% | 0,10% | 0,04% | 0,12%      |
| 2018 | 0,06% | 0,05% | 0,06% | 0,06% | 0,09% | 0,11% | 0,16% | 0,14% | 0,09% | 0,07% | 0,06% | 0,07% | 0,09%      |
| 2019 | 0,07% | 0,08% | 0,08% | 0,09% | 0,10% | 0,16% | 0,17% | 0,14% | 0,11% | 0,10% | 0,09% | 0,09% | 0,10%      |
| 2020 | 0,08% | 0,08% | 0,06% | 0,04% | 0,05% | 0,09% | 0,12% | 0,11% | 0,11% | 0,09% | 0,07% | 0,07% | 0,08%      |
| 2021 | 0,08% | 0,08% | 0,07% | 0,09% | 0,10% | 0,11% | 0,09% | 0,09% | 0,08% | 0,06% | 0,07% | 0,07% | -          |